# Judith Spiesser
Judith Spiesser (* in Gräfelfing, Landkreis München) ist eine deutsche Opern-, Operetten- und Oratoriensängerin in der Stimmlage Sopran.

## Biografie

### Entwicklung als Opernsängerin
Judith Spiesser entstammt einer Familie, in der aktiv musiziert wurde, und begann nach ihrem Schulabschluss in Wasserburg zunächst ein Musicalstudium in Hamburg. Dort wurde das Potential ihrer Stimme für eine Opernkarriere entdeckt und gefördert und die Vorbereitung für ihre Aufnahmeprüfung an der Hochschule für Musik und Theater München unterstützt. Ihr Gesangsdiplom absolvierte sie in München bei Wolfgang Brendel. Meisterkurse bei Lioba Braun und Marlis Petersen rundeten ihre Ausbildung ab. Ihr Debüt als Opernsängerin gab sie 2009 als Königin der Nacht in der Zauberflöte in Katar. Diese Rolle stellte sie seither an zahlreichen Opernbühnen Deutschlands dar, u. a. seit 2018 am Theater Krefeld und Mönchengladbach, seit 2021 am Mainfranken Theater Würzburg und 2023 in einer experimentellen Produktion am Staatstheater Kassel.
Neben der Königin der Nacht standen Soubrettenrollen wie Belotte in Madame Pompadour und Lisa in Gräfin Mariza am Beginn ihrer Entwicklung. 2015 sammelte sie als Gilda in Rigoletto am Pfalztheater Kaiserslautern Erfahrung im italienischen Fach und setzte dies 2017 in der Titelrolle von Lucia di Lammermoor an den Spielorten des Landestheaters Niederbayern fort. Am Tiroler Landestheater Innsbruck debütierte sie 2018 als Anna Gomez in Gian Carlo Menottis Der Konsul und stellte dort 2019 bei der österreichischen Erstaufführung von Liliom von Johanna Doderer die Rolle der Julie dar. 2022 folgte an diesem Haus die Titelpartie in Lakmé von Léo Delibes.
Als Julie in Liliom sprang sie 2019 am Münchner Staatstheater am Gärtnerplatz ein und übernahm weiter Vorstellungen. Von 2020 bis 2022 war sie Ensemblemitglied dieses Hauses und erweiterte dort ihr Repertoire um Pamina (Die Zauberflöte), Julia de Weert (Der Vetter aus Dingsda ), Yvonne (Jonny spielt auf) und Antonia (Hoffmanns Erzählungen). Im September 2022 stellte sie dann am Staatstheater Kassel alle weiblichen Hauptrollen in Hoffmanns Erzählungen dar. Ihr Debüt als Fee in Cendrillion von Jules Massenet gab sie im Dezember 2023 am National Taichung Theater, Taiwan.

### Wirken als Konzertsängerin
Ihr Konzertrepertoire umfasst zahlreiche barocke, klassische und romantische Oratorien und Messen. Dazu zählen Händels Messias, Bachs Johannespassion und Weihnachtsoratorium, Haydns Schöpfung und Jahreszeiten, Mozarts Requiem und Krönungsmesse, Mendelssohn-Bartholdys Paulus und Elias, Dvořáks Stabat mater und Geisterbraut, Brahms’ Deutsches Requiem und Carl Orffs Carmina Burana. Im Bereich des klassischen Lieds wirkte sie bei der Aufnahme von Werken der Komponistin Juliane Benda in der von Oliver Andreas Frank ergänzten Fassung mit.
Mit dem Orchester Neue Philharmonie Westfalen trat sie zum Jahreswechsel 2018/2019 bei den Neujahrskonzerten in verschiedenen Städten Nordrhein-Westfalens, u. a. in der Stadthalle Ahlen und im Heinz-Hilpert-Theater in Lünen auf.

## Tonaufnahmen
- Johann Simon Mayr: Tobiae matrimonium (Oratorium). Judith Spiesser in der Rolle des Raguel. Simon Mayr Chorus & Ensemble unter der Leitung von Franz Hauk. Erschienen bei Naxos, 2007
- Johann Sebastian Bach: Cantatas – BWV 12, 147. Arcis-Vocalisten München, L’Arpa Festante Barockorchester, Judith Spiesser, Sopran, Leitung Thomas Gropper. Erschienen bei OehmsClassics, 2013
- Juliane Benda (Reichardt): Lieder 1782 & Variationen von Oliver Andreas Frank (2020) mit Oliver A. Frank am Hammerflügel. Erschienen bei Palaion, 2020[25]